# 平特·伊什特万
平特·伊什特万（匈牙利語：Pintér István，1961年8月21日—），匈牙利男子水球运动员。他曾代表匈牙利国家队参加1988年夏季奥林匹克运动会水球比赛，结果队伍获得第五名。